# Norrköping község
Norrköping község (svédül: Norrköpings kommun) Svédország 290 községének egyike. Östergötland megyében található, székhelye Norrköping.

## Települések
A község települései:
| Település   | Népesség | Megjegyzés         |
| ----------- | -------- | ------------------ |
| Ensjön      | 320      |                    |
| Herstadberg | 257      |                    |
| Jursla      | 1647     |                    |
| Kimstad     | 1492     |                    |
| Krokek      | 4154     |                    |
| Lindö       | 4842     |                    |
| Ljunga      | 722      |                    |
| Norrköping  | 98229    | a község székhelye |
| Norsholm    | 573      |                    |
| Simonstorp  | 236      |                    |
| Skärblacka  | 4048     |                    |
| Strömsfors  | 525      |                    |
| Svärtinge   | 2410     |                    |
| Vånga       | 224      |                    |
| Åby         | 4805     |                    |
| Åselstad    | 430      |                    |
| Öbonäs      | 252      |                    |
| Östra Husby | 774      |                    |